# Johannes Nitsche
Johannes Carl Christian Nitsche (* 22. Januar 1925 in Olbernhau, Sachsen; † 9. August 2006) war ein deutschamerikanischer Mathematiker, der sich mit Variationsrechnung und Minimalflächen, Differentialgeometrie und partiellen Differentialgleichungen beschäftigte.

## Leben
Nitsche studierte ab 1945 bei Franz Rellich an der Universität Göttingen (Diplom 1950) und promovierte 1951 bei Ernst Hölder an der Universität Leipzig (Über Systeme kanonischer Differentialgleichungen und das zugehörige singuläre Eigenwertproblem). Danach war er am Max-Planck-Institut, ab 1952 Assistent an der TU Berlin, an der er sich 1955 habilitierte und einen Lehrauftrag hatte. 1955/56 war er als Fulbright Fellow an der Stanford University und ab 1956 Associate Professor an der University of Minnesota in Minneapolis, wo er 1960 Professor wurde und 2000 emeritierte. 1971 bis 1978 war er dort Leiter der Mathematik-Fakultät.
Er beschäftigte sich mit Minimalflächen, für die er einen Eindeutigkeitssatz bewies und über die er ein Standardwerk schrieb. Er gab auch einen vereinfachten Beweis eines Satzes von Sergei Bernstein über Minimalflächen.
Er erhielt 1975 den Lester-Ford-Preis der Mathematical Association of America und den Alexander-von-Humboldt-Preis. 1962 hielt er einen Vortrag auf dem Internationalen Mathematikerkongress in Stockholm (The extension of minimal surfaces intersected in starshaped curves by parallel planes).
Nitsche war verheiratet, hatte eine Tochter und zwei Söhne. Er war der Bruder von Joachim Nitsche, mit dem er auch zusammenarbeitete.

## Schriften
- Vorlesungen über Minimalflächen, Springer 1975, Grundlehren der Mathematischen Wissenschaften (englisch erster Band bei Cambridge University Press 1999, zwei weitere Bände waren geplant, blieben aber unvollendet)
- Plateau´s Problems and their modern Ramifications, American Mathematical Monthly, Band 81, 1974, S. 945 (erhielt den Lester Randolph Ford Award)

## Verweise
1. ↑  Geburtsdatum nach Michael Toeppel (Hrsg.), Mitgliedergesamtverzeichnis der Deutschen Mathematiker-Vereinigung 1890-1990, München 1991
2. ↑  Johannes C. Nitsche im Mathematics Genealogy Project (englisch)
3. ↑  Nitsche „A new uniqueness theorem for minimal surfaces“, Archive for Rational Mechanics and Analysis, Bd. 52, 1973, S. 319
4. ↑  Nitsche „An elementary proof of Bernsteins Theorem on Minimal Surfaces“, Annals of Mathematics, Bd. 66, 1957, S. 543–544
5. ↑  für Nitsche Plateau's problems and their modern ramifications, American Mathematical Monthly, Bd. 81, 1974, S. 945–968

| Personendaten    | Personendaten                                         |
| ---------------- | ----------------------------------------------------- |
| NAME             | Nitsche, Johannes                                     |
| ALTERNATIVNAMEN  | Nitsche, Johannes Carl Christian (vollständiger Name) |
| KURZBESCHREIBUNG | deutschamerikanischer Mathematiker                    |
| GEBURTSDATUM     | 22. Januar 1925                                       |
| GEBURTSORT       | Olbernhau, Sachsen                                    |
| STERBEDATUM      | 9. August 2006                                        |